# Liste des monuments historiques de Phalsbourg
Ce tableau présente la liste de tous les monuments historiques classés ou inscrits dans la ville de Phalsbourg, Moselle, en France.

## Liste
| Monument                                               | Adresse                  | Coordonnées                      | Notice         | Protection | Date | Illustration                                           |
| ------------------------------------------------------ | ------------------------ | -------------------------------- | -------------- | ---------- | ---- | ------------------------------------------------------ |
| Château d'Einartzhausen                                |                          | 48° 45′ 56″ nord, 7° 15′ 39″ est | « PA00106933 » | Inscrit    | 1937 | Château d'Einartzhausen                                |
| Église de l'Assomption-de-la-Bienheureuse-Vierge-Marie | Place d'Armes            | 48° 46′ 00″ nord, 7° 15′ 29″ est | « PA00106934 » | Inscrit    | 1936 | Église de l'Assomption-de-la-Bienheureuse-Vierge-Marie |
| Hôtel militaire                                        | 96 rue Alfred-Hollender  | 48° 45′ 58″ nord, 7° 15′ 28″ est | « PA00106936 » | Inscrit    | 1935 | Image manquante Téléverser                             |
| Hôtel de ville                                         | Place d'Armes            | 48° 46′ 03″ nord, 7° 15′ 32″ est | « PA00106937 » | Inscrit    | 1935 | Hôtel de ville                                         |
| Immeuble                                               | 1 place d'Armes          | 48° 46′ 03″ nord, 7° 15′ 30″ est | « PA00106963 » | Inscrit    | 1936 | Immeuble                                               |
| Immeuble                                               | 2 place d'Armes          | 48° 46′ 03″ nord, 7° 15′ 30″ est |                | Inscrit    | 1936 | Immeuble                                               |
| Immeuble                                               | 3 place d'Armes          | 48° 46′ 03″ nord, 7° 15′ 29″ est | « PA00106938 » | Inscrit    | 1936 | Immeuble                                               |
| Immeuble                                               | 4 place d'Armes          | 48° 46′ 03″ nord, 7° 15′ 28″ est | « PA00106938 » | Inscrit    | 1936 | Immeuble                                               |
| Immeuble                                               | 5 place d'Armes          | 48° 46′ 02″ nord, 7° 15′ 28″ est | « PA00106939 » | Inscrit    | 1936 | Immeuble                                               |
| Immeuble                                               | 6 place d'Armes          | 48° 46′ 02″ nord, 7° 15′ 28″ est | « PA00106940 » | Inscrit    | 1936 | Immeuble                                               |
| Immeuble                                               | 7 place d'Armes          | 48° 46′ 02″ nord, 7° 15′ 28″ est | « PA00106941 » | Inscrit    | 1936 | Immeuble                                               |
| Immeuble                                               | 8 place d'Armes          | 48° 46′ 02″ nord, 7° 15′ 29″ est | « PA00106942 » | Inscrit    | 1936 | Immeuble                                               |
| Immeuble                                               | 9 place d'Armes          | 48° 46′ 02″ nord, 7° 15′ 28″ est | « PA00106943 » | Inscrit    | 1936 | Immeuble                                               |
| Immeuble                                               | 10 place d'Armes         | 48° 46′ 01″ nord, 7° 15′ 29″ est | « PA00106944 » | Inscrit    | 1936 | Immeuble                                               |
| Immeuble                                               | 11 place d'Armes         | 48° 46′ 00″ nord, 7° 15′ 29″ est |                | Inscrit    | 1936 | Immeuble                                               |
| Immeuble                                               | 12 place d'Armes         | 48° 45′ 59″ nord, 7° 15′ 30″ est | « PA00106945 » | Inscrit    | 1936 | Immeuble                                               |
| Immeuble                                               | 13 place d'Armes         | 48° 45′ 59″ nord, 7° 15′ 31″ est | « PA00106946 » | Inscrit    | 1936 | Immeuble                                               |
| Immeuble                                               | 14 place d'Armes         | 48° 45′ 59″ nord, 7° 15′ 32″ est | « PA00106947 » | Inscrit    | 1936 | Immeuble                                               |
| Immeuble                                               | 15 place d'Armes         | 48° 45′ 59″ nord, 7° 15′ 33″ est | « PA00106948 » | Inscrit    | 1936 | Immeuble                                               |
| Immeuble                                               | 16 place d'Armes         | 48° 45′ 59″ nord, 7° 15′ 33″ est | « PA00106949 » | Inscrit    | 1936 | Immeuble                                               |
| Immeuble                                               | 17 place d'Armes         | 48° 46′ 00″ nord, 7° 15′ 33″ est | « PA00106950 » | Inscrit    | 1936 | Immeuble                                               |
| Immeuble                                               | 18 place d'Armes         | 48° 46′ 00″ nord, 7° 15′ 34″ est | « PA00106951 » | Inscrit    | 1936 | Immeuble                                               |
| Immeuble                                               | 19 place d'Armes         | 48° 46′ 00″ nord, 7° 15′ 34″ est | « PA00106952 » | Inscrit    | 1936 | Immeuble                                               |
| Immeuble                                               | 20 place d'Armes         | 48° 46′ 00″ nord, 7° 15′ 35″ est |                | Inscrit    | 1936 | Immeuble                                               |
| Immeuble                                               | 21 place d'Armes         | 48° 46′ 00″ nord, 7° 15′ 35″ est | « PA00106953 » | Inscrit    | 1936 | Immeuble                                               |
| Immeuble                                               | 22 place d'Armes         | 48° 46′ 01″ nord, 7° 15′ 35″ est | « PA00106954 » | Inscrit    | 1936 | Immeuble                                               |
| Immeuble                                               | 23-24 place d'Armes      | 48° 46′ 01″ nord, 7° 15′ 34″ est | « PA00106955 » | Inscrit    | 1936 | Immeuble                                               |
| Immeuble                                               | 25 place d'Armes         | 48° 46′ 01″ nord, 7° 15′ 34″ est | « PA00106956 » | Inscrit    | 1936 | Immeuble                                               |
| Immeuble                                               | 26 place d'Armes         | 48° 46′ 02″ nord, 7° 15′ 34″ est | « PA00106957 » | Inscrit    | 1936 | Immeuble                                               |
| Immeuble                                               | 27 place d'Armes         | 48° 46′ 02″ nord, 7° 15′ 34″ est | « PA00106959 » | Inscrit    | 1936 | Immeuble                                               |
| Immeuble                                               | 28 place d'Armes         | 48° 46′ 02″ nord, 7° 15′ 34″ est | « PA00106960 » | Inscrit    | 1936 | Immeuble                                               |
| Immeuble                                               | 29 place d'Armes         | 48° 46′ 03″ nord, 7° 15′ 34″ est | « PA00106961 » | Inscrit    | 1936 | Immeuble                                               |
| Immeuble                                               | 30 place d'Armes         | 48° 46′ 03″ nord, 7° 15′ 34″ est | « PA00106962 » | Inscrit    | 1936 | Immeuble                                               |
| Immeuble                                               | 31 place d'Armes         | 48° 46′ 03″ nord, 7° 15′ 33″ est | « PA00106965 » | Inscrit    | 1936 | Immeuble                                               |
| Médiathèque                                            | 2 rue du Collège         | 48° 46′ 04″ nord, 7° 15′ 35″ est | « PA00106964 » | Inscrit    | 1936 | Image manquante Téléverser                             |
| Immeuble                                               | 4 rue du Maréchal-Foch   | 48° 46′ 04″ nord, 7° 15′ 30″ est | « PA00106966 » | Inscrit    | 1936 | Image manquante Téléverser                             |
| Immeuble                                               | 200 rue du Maréchal-Foch | à géolocaliser                   | « PA00106967 » | Inscrit    | 1936 | Image manquante Téléverser                             |
| Immeuble                                               | 201 rue du Maréchal-Foch | à géolocaliser                   | « PA00106968 » | Inscrit    | 1936 | Image manquante Téléverser                             |
| Porte d'Allemagne                                      |                          | 48° 46′ 00″ nord, 7° 15′ 37″ est | « PA00106935 » | Classé     | 1927 | Porte d'Allemagne                                      |
| Porte de France                                        |                          | 48° 46′ 07″ nord, 7° 15′ 23″ est | « PA00106935 » | Classé     | 1927 | Porte de France                                        |
| Synagogue                                              | 16 rue Alexandre-Weil    | 48° 46′ 05″ nord, 7° 15′ 27″ est | « PA57000005 » | Inscrit    | 1996 | Synagogue                                              |
| Vieux cimetière juif                                   | Schlossbrunnen           | 48° 45′ 40″ nord, 7° 15′ 35″ est | « PA57000006 » | Inscrit    | 1996 | Vieux cimetière juif                                   |